# Pliolophus
Pliolophus és un gènere extint de mamífers perissodàctils de la família dels èquids que visqueren a Europa durant l'Eocè inferior. Se n'han trobat restes fòssils a França, Portugal i el Regne Unit. Evolucionaren a partir del perissodàctil basal Hallensia i foren els primers representants de la seva família. Les dents tenien una estructura selenodonta, és a dir, les crestes d'esmalt tenien forma de mitja lluna, cosa que indica que les fulles tenien una importància cada vegada més gran en la seva dieta. Eren igual de grossos que un gos de mida mitjana. Tenien el coll i les potes curtes, amb quatre peülles a cada pota anterior i tres a cada pota posterior.